# Vignerons indépendants de France

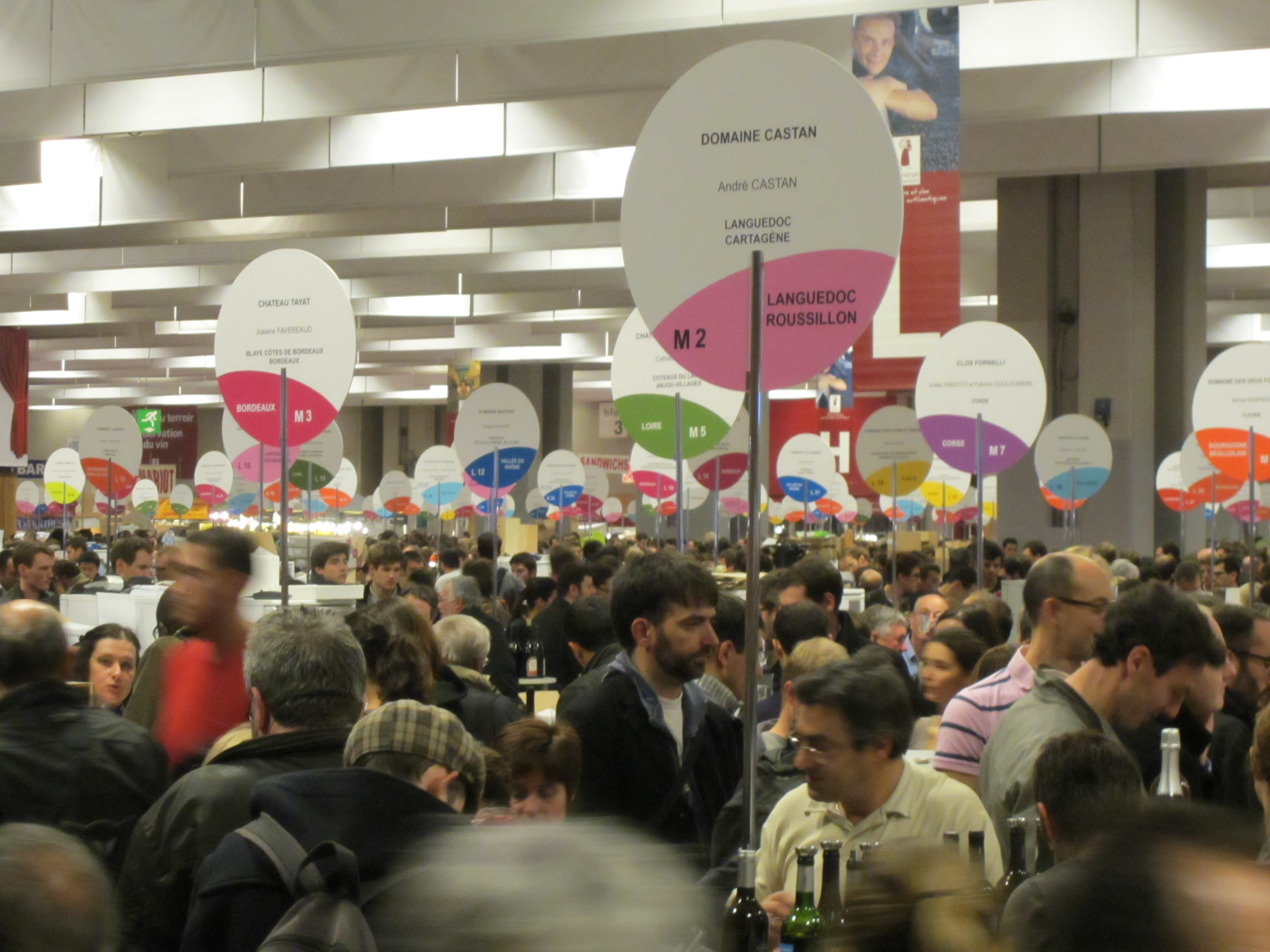
Salon des Vignerons indépendants - Porte de Versailles

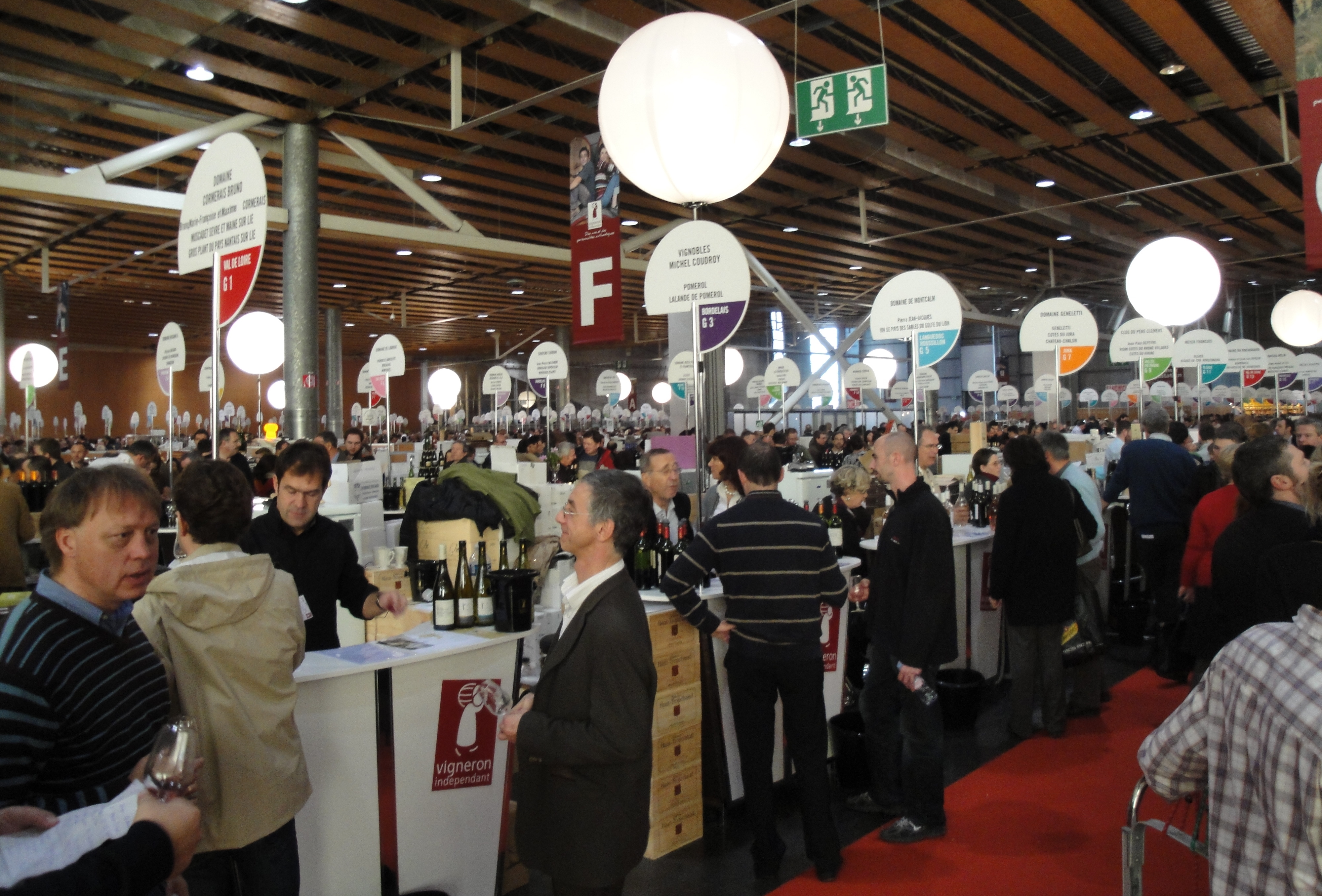
Salon des Vins des Vignerons indépendants en Lille.

Les Vignerons indépendants de France sont un acteur syndical français fondé en 1976.

## Histoire
Il est né, en 1978, sous le nom de confédération nationale des caves particulières (CNCP), présidé alors par François Chambovet, qui en a été l'initiateur avec un groupe d'hommes de la vallée du Rhône. Il a changé de statut, en 2003, par nécessité de fédérer les producteurs embouteilleurs, face à la puissante fédération des caves coopératives.
La Confédération européenne des vignerons indépendants a été créée le 4 décembre 2002, à Bordeaux, à l'initiative des Vignerons Indépendants de France, de la FENAVI (Fédération Nationale des Vignerons Indépendants du Portugal) et de l'ASVEI (Association Suisse des Vignerons Encaveurs Indépendants).
Le syndicat édite la revue trimestrielle "Vigneron Indépendant" qui est envoyée aux adhérents.

## Représentation
Répartis sur l’ensemble des régions viticoles françaises, les fédérations départementales et régionales apportent puissance au mouvement et renforce son identité.
La Confédération, qui siège à Charenton-le-Pont, est leur émanation nationale, et à ce titre le Comité Directeur soutient leurs demandes et les représente syndicalement à son niveau. Parallèlement, il propose et met en œuvre des actions communes en matière de promotion et de communication.
Le syndicat rassemble 7000 producteurs français en 2014, dispersés à travers 32 fédérations départementales et 10 fédérations régionales.
Thomas Montagne est président du syndicat Il succède en 2014 à Michel ISSALY (Vigneron Gaillac).
Vignerons indépendants de France est membre de Vin et société.

## Usage

### Aux adhérents
Les Vignerons indépendants de France développent des services pour leurs adhérents, organisent un congrès et gèrent un club d'entreprises partenaires.

### Aux consommateurs

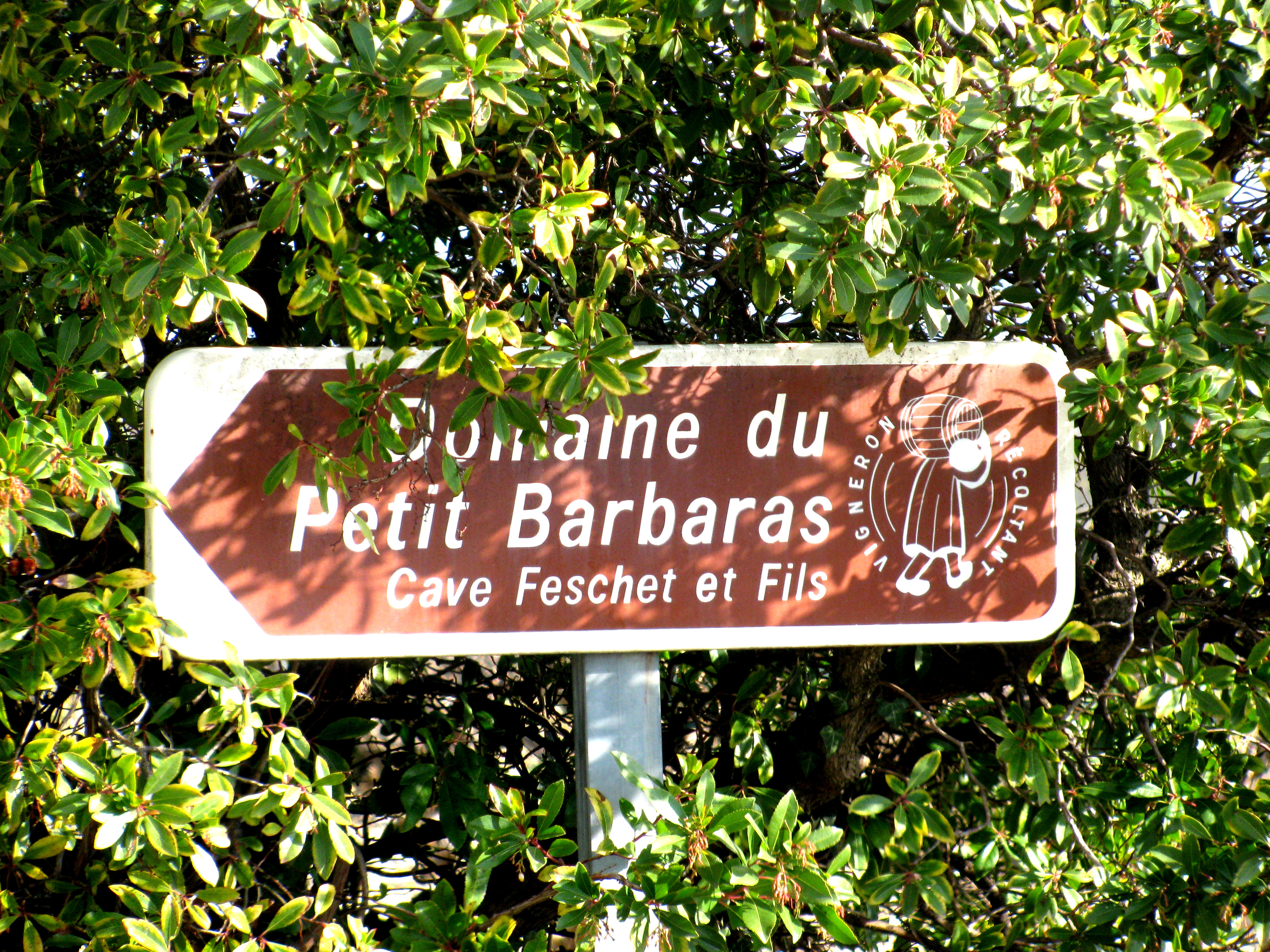
Panneau indicatif d'un vigneron indépendant

Le logo des Vignerons indépendants est apposé sur les bouteilles des producteurs respectant la charte du syndicat.
Cette charte stipule que le vigneron :
- respecte son terroir,
- travaille sa vigne,
- récolte son raisin,
- vinifie et élève son vin,
- élabore son eau de vie (le cas échéant),
- met en bouteille sa production dans sa cave,
- commercialise ses produits,
- se perfectionne dans le respect de la tradition,
- accueille, conseille la dégustation et prend plaisir à présenter le fruit de son travail et de sa culture.

### Événementiel
Les Vignerons indépendants de France se font connaître par l'organisation de salons, de concours de vins et aussi tiennent un annuaire touristique des vignobles, tenus par des Vignerons indépendants et ouverts à la visite.

## Commercialisation

### Vente en ligne
Le syndicat a lancé en 2015 son site de vente directe en ligne pour le grand public.